# آن روبير جاك تيرجو
آن روبير جاك تيرجو، بارون دو لولن وشهرته تيرجو (Anne Robert Jacques Turgot، ولد 10 مايو 1727- 18 مارس1781) هو اقتصادي وسياسي فرنسي تيرجو وقف وراء محاولة قصيرة الوقت لتغيير السياسات الاقتصادية لفرنسا في القرن 18.لفكره كان تأثير كبير على آدم سميث الذي قام بتأليف كتاب ثروة الأمم. اعتبر في الأصل فيزيوقراطيًا إلا أنه يعرف اليوم بكونه من أوائل المناصرين للحرية الاقتصادية. يُعتقد بأنّه أول خبير اقتصادي يعترف بقانون تقليص العائدات الحدية في الزراعة.

## التعليم
ولد في باريس وكان الابن الأصغر لميشيل ايتيان تيرجو الذي كان رئيس مجلس التجار في باريس، ومادلين فرانسوا مارتينو دو باتينول، وأتى من عائلة نورماندية عريقة. كان واحدًا من أربعة أطفال، أخت صغرى وشقيقين أكبر منه، كان أحدهما إتيان فرانسوا تيرجو (1721-1789) الذي كان عالمًا طبيعيًا وحاكمًا لمالطا وغينيا الفرنسية. تعلم آن روبير جاك في الكنيسة وقُبل في السوربون عام 1749 (كانت حينها abbé de Brucour). أنجز أطروحتين لاتينيتين بارزتين في «منافع الدين المسيحي على البشرية» و«التطور التاريخي للعقل البشري». في عام 1750 توقف عن تلقي الأوامر الدينية مبررًا موقفه بأنه لا يستطيع ارتداء قناع كل حياته.
كانت أول علامة تشير إلى اهتمامه الاقتصادي رسالة عن العملة الورقية عام 1749 كان قد كتبها لزميله الطالب رئيس دير سيسيو يرفض بها دفاع رئيس الدير جان تيراسون عن نظام جون لو. كان مولعًا بكتابة الشعر وحاول استقدام قواعد علم نظم الشعر اللاتيني إلى الشعر الفرنسي. ترجم الكتاب الرابع من آينايد إلى شعر كلاسيكي سداسي التفعيل ولقت هذه الترجمة استحسان فولتير الذي قال بأنها الترجمة النثرية الوحيدة التي وجدها حماسية.

## فكرة التقدم
قدم تيرجو أول تصريح بفكرة التقدم في عمله عام 1750 «مراجعة فلسفية للتطورات المتوالية للعقل البشري». بالنسبة لتيرجو لا يغطي التطور الفنون والعلوم فحسب بل يمتد ليشمل أسسها وكل الحضارة من السلوك الحسن والتقاليد والمؤسسات والمدونات القانونية والاقتصاد والمجتمع.

## أولى المناصب
أصبح نائبًا في عام 1752 ولاحقًا مستشار في البرلمان الفرنسي، وفي عام 1753 رئيس طلبات. في 1754 كان عضو في الغرفة الملكية التي قامت خلال فترة نفي البرلمان. تردد إلى الصالونات الأدبية في فرنسا وخصوصًا صالونات السيدة غرافيني التي كان لديها ابنتي أخ: الآنسة لينيفيل (مينيت) والسيدة إيليفيتوس، وكان من المفترض أن يتزوج إحداهن إلا أنهن بقين صديقات على مدى الحياة، وصالونات السيدة جيوفران والسيدة ديفان والآنسة ليسبيناز ودوقة أنفيل. التقى في هذه الفترة قادة المدرسة الفيزيوقراطية، كويسني وفانسان دو غورناي ودوبون دو نيمور رئيس دير موريلي وغيرهم من خبراء الاقتصاد.
خلال الفترة الممتدة بين 1743 و1756 رافق مدير التجارة غورناي في جولاته التفتيشية في المقاطعات. قال غورناي بتعليقه على التدخل المناسب للحكومة في الاقتصاد «دعونا نعمل ودعونا نعبر»، وكانت ستدخل هذه العبارة في قاموس علم الاقتصاد. في 1760، بينما كان يسافر في شرق فرنسا وسويسرا زار فولتير الذي أصبح من أبرز أصدقائه وداعميه. وخلال كل هذا الوقت كان يدرس فروعًا مختلفة من العلوم واللغات القديمة والحديثة. في عام 1753 قام بترجمة «أسئلة في التجارة» من إنكليزية جوسياس تاكر، وفي عام 1754 كتب «رسالة عن التسامح المدني» وكُتيب «الموفق» كدعم للتسامح الديني. وبين الأعوام 1755 و1756 ألف عدة مقالات لأجل «آنسيكلوبيدي»، وبين 1757 و1760 كتب مقالًا عن «قيمة العملات» على الأرجح من أجل القاموس التجاري الخاص برئيس الدير موريليه. أنجز عمله «إيلوغ دو غورناي» في عام 1759.

## تأملات
من أشهر أعمال تيرجو «تأملات في تشكيل وتوزيع الثروة» الذي كتبه خلال فترة إشرافه ظاهريًا لصالح طالبين صينيين شابين. كتب «مذكرات يومية لمواطن» في عام 1766 وظهرت في صحيفة ديوبون في عام 1769-1770 ونُشرت بشكل مستقل في عام 1776. إلا أن ديوبون أجرى عدة تعديلات على النص ليجعله أكثر ملاءمة لعقائد كويسناي مما تسبب بفتور العلاقة بينه وبين تيرجو.
وفي «التأملات»، تتبع تيرجو أصل التجارة وطور نظرية كوينساي التي تقول أن الأرض هي المصدر الأساسي للثروة، وقسم المجتمع إلى ثلاث طبقات، المنتجة أو الزراعية والطبقة المأجورة (بالفرنسية classe stipendiée) أو طبقة الحرفيين وطبقة مالكي الأراضي (بالفرنسية classe disponible). قدم أيضًا نظرية مهمة عن معدل الفائدة. ناقش تطور أنظمة زراعية مختلفة وطبيعة الصرف والمقايضة والمال ووظائف رأس المال  ومن بعدها استعرض نظرية الضريبة الواحدة، أي أن الضريبة توضع على المنتج الصافي من الأرض فقط. طالب أيضًا بالحرية الكاملة للتجارة والصناعة.

## عمله كوزير 1774-1776

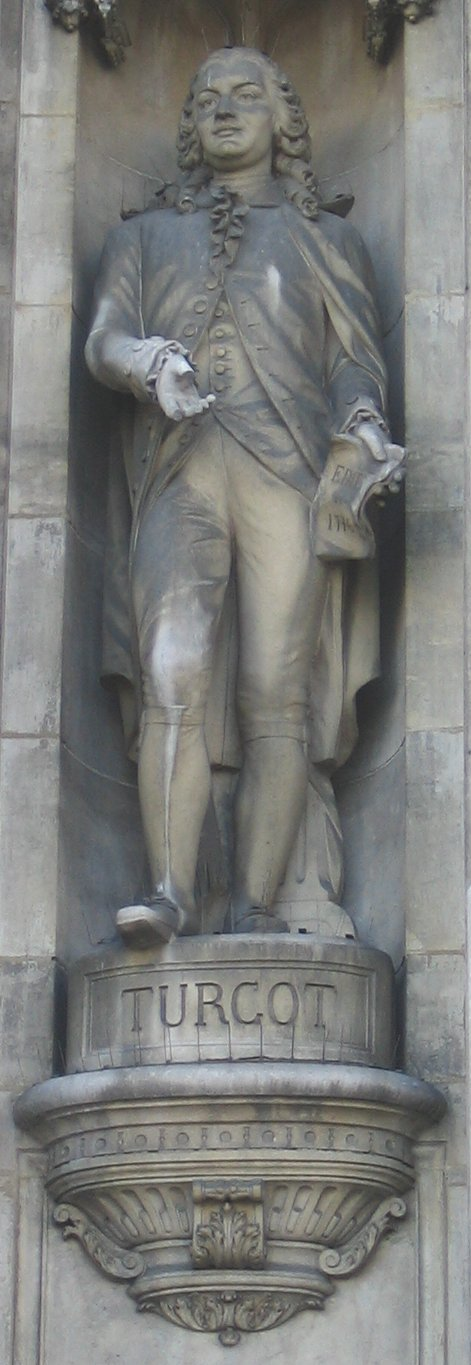
تورغو، سياسي فرنسي (القرن الثامن عشر)تمثال في فندق فيل دي فيل في باريس. التقط الصورة تييري بيزكور في يناير 2006.
النحات: ألكسندر جوزيف أوليفا

يدين تيرجو بتسلمه منصب وزير البحرية في يوليو 1774 إلى موريبا، مستشار لويس السادس عشر فجاء الأمر بتوصية كبيرة من رئيس الدير فيري الذي كان صديقَا مشتركًا. حظي تعيينه بموافقة عامة وموجة عارمة من الحماس لدى الفلاسفة. كانت أولى تحركاته تقديم بيان بالمبادئ التوجيهية للملك، وجاء فيها ما يلي: «لا إفلاس ولا زيادة في الضرائب ولا اقتراض». وقفت سياسة تيرجو في وجه الوضع المالي المزري لتعزيز الاقتصاد الأكثر ثباتًا في كل الأقسام. قُدمت كل النفقات الإدارية من أجل موافقة المراقب المالي العام، وأزيلت عدة وظائف عاطلة (سهلة بدون عمل يذكر)، وتم تعويض العاملين فيها، وهُوجم سوء استخدام النقد المكتسب، بينما ناشد تيرجو الملك شخصيًا ضد العطاء البذخ للأماكن والمعاشات التقاعدية. فكر أيضًا بإصلاح جذري لفارم جينيرال لكنه أرضى نفسه كبداية بفرض شروط معينة على الإيجارات عند تجديدها، كهيئة موظفين أكثر كفاءة، وإلغاء مستقبل سوء استعمال كروب (اسم فئة من الرواتب التقاعدية). قلص تيراي الإصلاح ليقتصر على إيجاد عدد الأشخاص في الأماكن الهامة ممن يهتمون بالإيجارات وعلى إلغاء بعضها كتلك الخاصة بتصنيع البارود وإدارة البريد الملكي. سٌلّم تصنيع البارود إلى شركة كان العالم لافوازيية أحد المستشارين فيها، أما إدارة البريد الملكي فحلت محلها خدمة  عناية أكثر راحة وسرعة تحت اسم «تورغوتين». حضّر أيضًا ميزانية منتظمة. نجحت إجراءات تيرجو في تقليل العجز بشكل جيد، ورفعت الائتمان الوطني إلى الحد الذي كان عليه في عام 1776 قبل انهياره، تمكن تيرجو أيضًا من التفاوض على قرض من المصارف الهولندية بنسبة 4%، لكن العجز كان كبيرًا لدرجة منعته من تحقيق كامل خطته التي تهدف إلى استبدال نظام الضرائب غير المباشر بضريبة واحدة على الأرض. ألغى عدة منح ومهام صغيرة، وعارض مشاركة فرنسا في الحرب الثورية الأميركية وذلك لأسباب تتعلق بالاقتصاد إلا أن الأمر لم يلق نجاحًا.
انطلق تيرجو في تأسيس تجارة حرة في الحبوب، إلا أن مرسومه الذي وُقع في الثالث عشر من سبتمبر عام 1774 قُوبل بمعارضة كبيرة حتى في المجلس الملكي. كانت المقدمة ميزة لافتة فقدمت المفاهيم التي ارتكز المرسوم عليها وحظيت بمديح الفلاسفة واستهزاء الأذكياء، فقيل أن هذا التيرجو قد أعاد الكتابة ثلاث مرات لكي يجعل الأمر «واضحًا لدرجة أن أي قاضي في الريف سيتمكن من شرحه للفلاحين». كانت المعارضة على المرسوم قوية. كان تيرجو مكروهًا من قبل أولئك الذين اهتموا بتخمينات الحبوب في نظام رئيس الدير تيراي، وكان من بينهم بعض الأمراء بالدم. وعلاوة على ذلك، كانت تجارة القمح موضوعًا محبذًا في الصالونات الأدبية لبضعة سنوات مضت، وكان لغالياني البارع المعارض للفيزيوقراطيين متابعة كبيرة.

## روابط خارجية
- آن روبير جاك تيرجو على موقع الموسوعة البريطانية (الإنجليزية)